# Le Vieux Cabotin
 (juillet 2025).
Pour plus de détails, voir Fiche technique et Distribution.
Le Vieux Cabotin est un film français muet de court métrage réalisé par Ferdinand Zecca et René Leprince, sorti en 1915.

## Fiche technique
- Titre : Le Vieux Cabotin
- Réalisation : Ferdinand Zecca, René Leprince
- Production et distribution : Pathé Frères
- Scénario : Louis Z. Rollini
- Format : Noir et blanc
- Genre : Film dramatique
- Durée :
- Dates de sortie :
  -  France : 18 juin 1915

## Distribution
- Gabriel Signoret : Talby, un grand tragédien qui en fin de vie se retrouve clown dans un petit cirque
- Gabrielle Robinne : Gaby Sombreuse, se fervente admiratrice
- René Alexandre : Henri Vidal, l'homme qui épouse Gaby
- Juliette Clarens
- Juliette Malherbe